# Abdij van Averbode

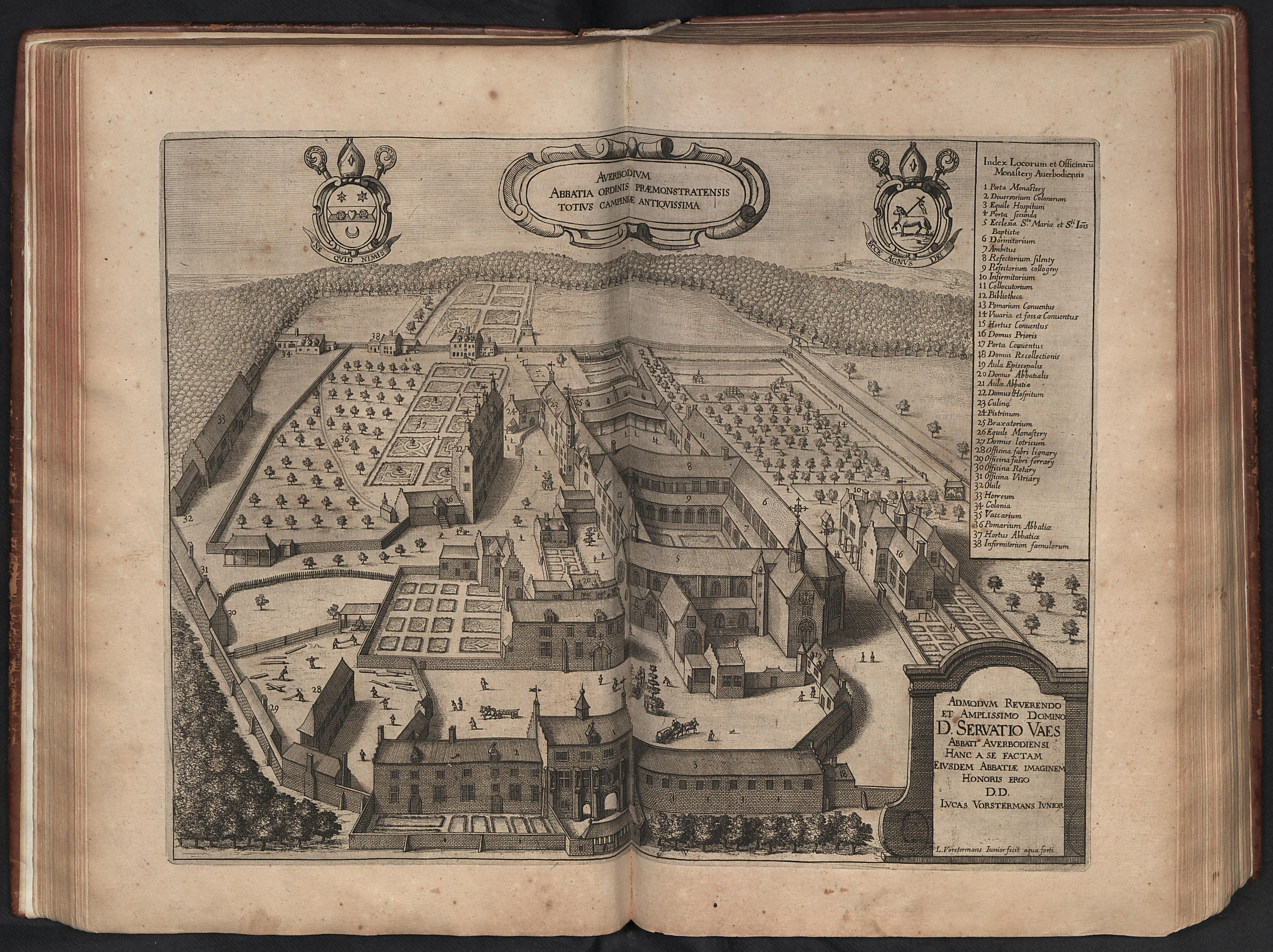
De abdij van Averbode in de 17e eeuw (afbeelding uit Chorographia Sacra Brabantiae van Antonius Sanderus - 1659)

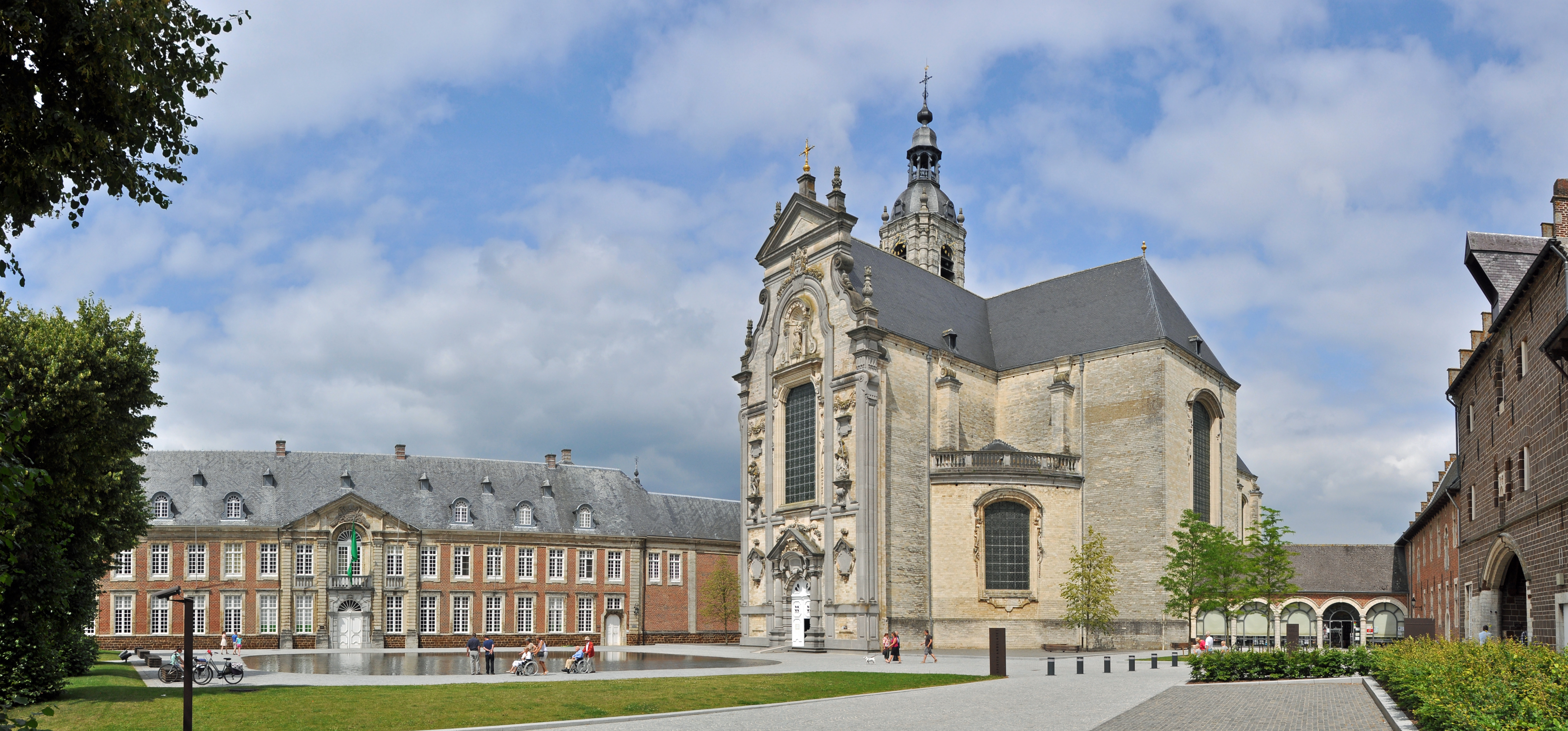
Abdijkerk

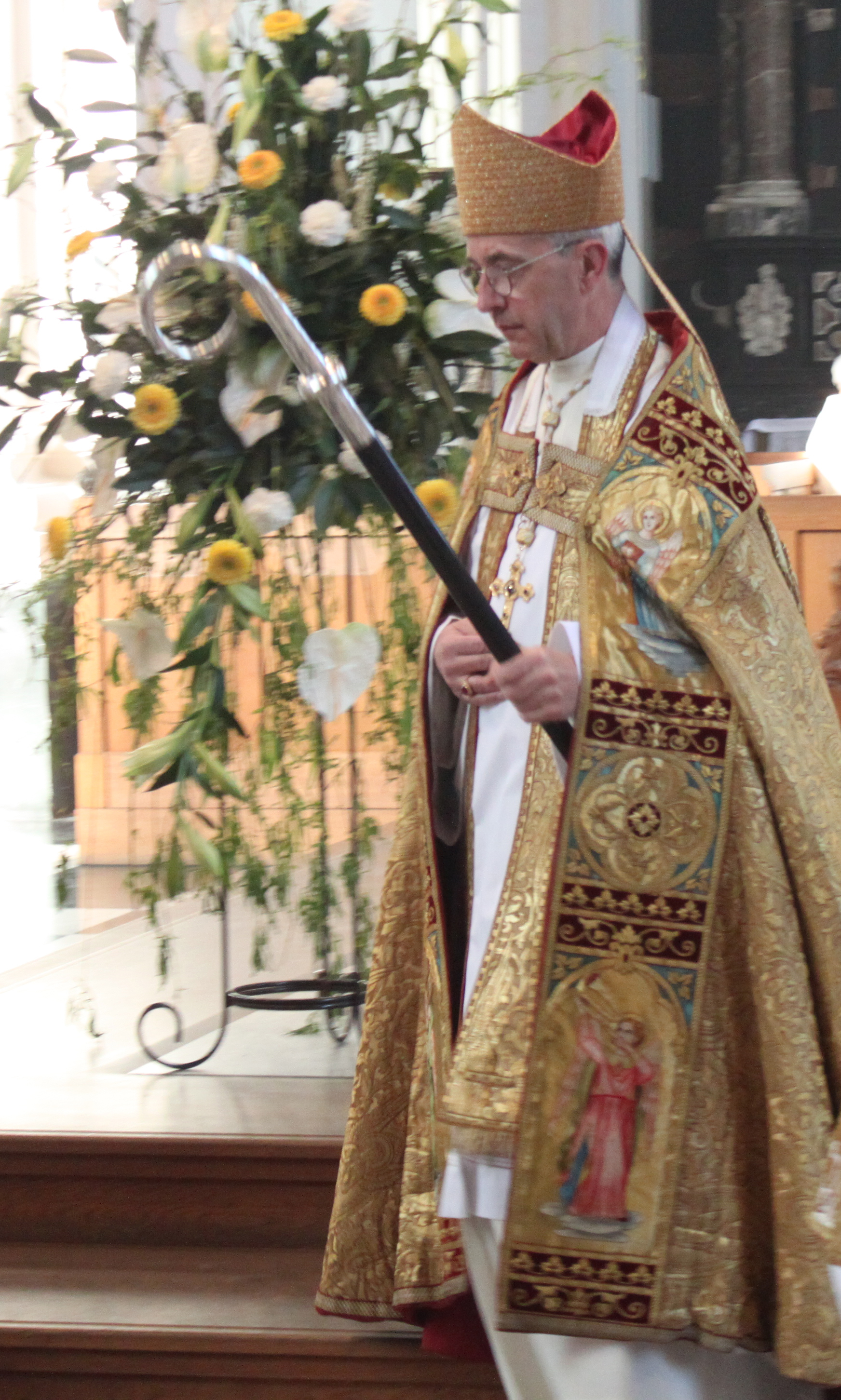
Abt Marc Fierens

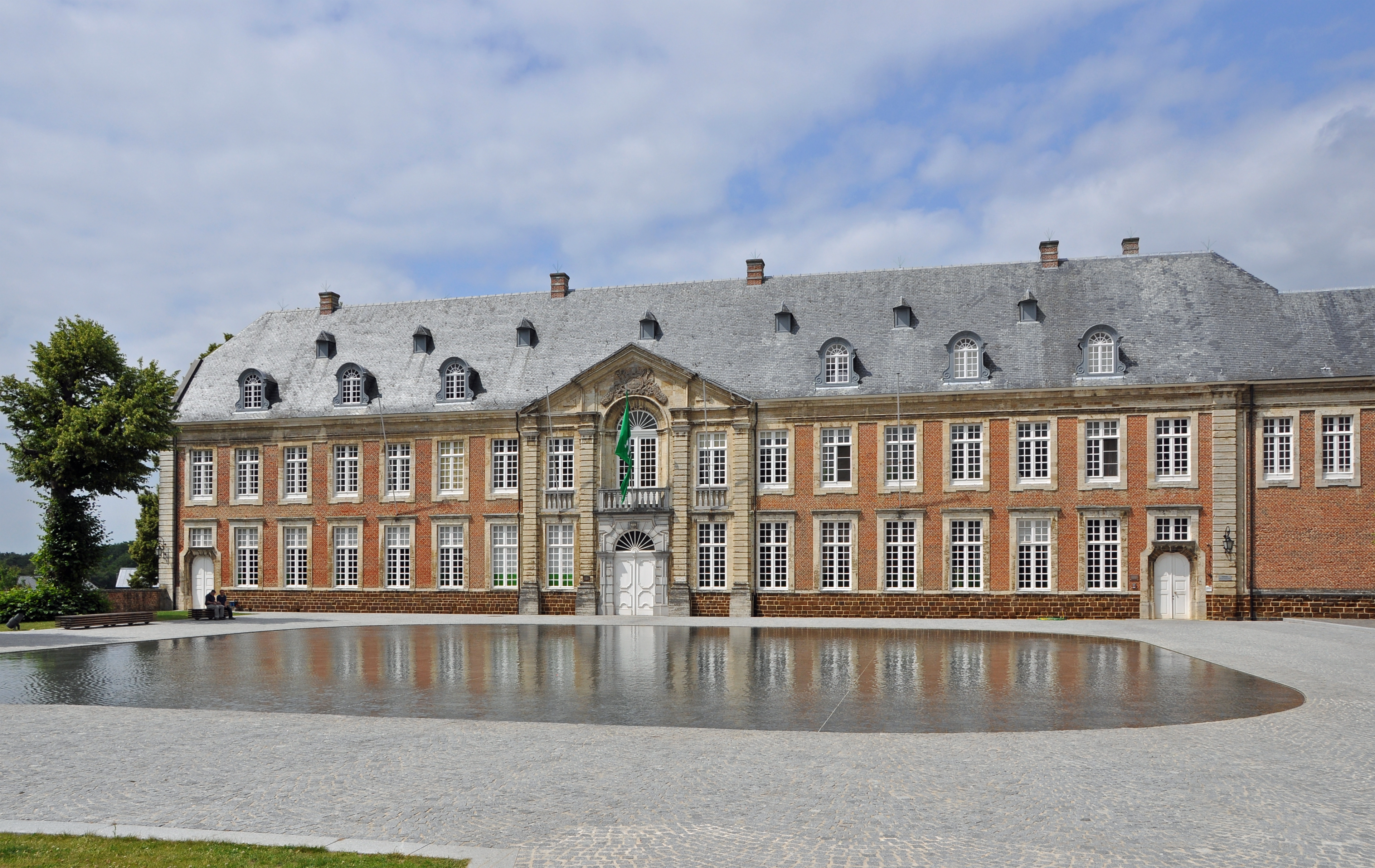
18de-eeuwse gevels van de conventsgebouwen.

De Abdij van Averbode is een abdij van de premonstratenzers, die in 1134 werd gesticht door Arnold II, graaf van Loon. De nu verdwenen Sint-Michielsabdij in Antwerpen wordt als haar moederklooster beschouwd. Aan het hoofd van de gemeenschap staat een gemijterde abt: anno 2023 is dit Marc Fierens, die in 2018 door kardinaal Jozef De Kesel werd gezegend. De waardevolle conventsgebouwen zijn opgenomen als beschermd monument.

## Geschiedenis

### Ancien régime
De stichting van de abdij wordt gesitueerd in 1134/1135. Averbode bevond zich in die tijd pal op de grens van het hertogdom Brabant en het graafschap Loon, dat later zou opgaan in het prinsbisdom Luik.
In de beginjaren leefde de kloostergemeenschap van landbouw, waarbij de Norbertijnen hulp kregen van lekenbroeders. Oorspronkelijk was het een dubbelklooster. De zusters verhuisden aan het begin van de 13e eeuw naar een eigen klooster (Keizerbos). Die gemeenschap bleef tot 1796 bestaan.
In 1154 schonk graaf Lodewijk I van Loon de Bolderbergwinning, nu gekend als domein Bovy, aan de kloostergemeenschap. Het bleef in hun bezit tot de Franse revolutionairen het domein verbeurd verklaarden en verkochten.
De Norbertijnen van Averbode hielden zich van bij het begin met pastoraal werk bezig. Sommige dorpen in de omtrek, zoals Testelt en Messelbroek, hebben sinds de 12e eeuw een Norbertijn van Averbode als priester. De kerk en het abdijgebouw werden in 1499 door blikseminslag zwaar beschadigd.
Al in de 13e eeuw bezat de abdij een refugiehuis in Sint-Truiden. Een tweede refugiehuis, te Diest, werd waarschijnlijk eind 15e eeuw gesticht. Van 1490 tot 1516 bezat de abdij tevens een refugiehuis in Maastricht. In de 16e eeuw moesten de Norbertijnen verscheidene keren een veilig onderkomen zoeken in hun refugiehuis te Diest. In 1604 lieten de omstandigheden het toe om terug te keren. Ook in later tijden moesten ze Averbode verlaten om zich tijdelijk in Sint-Truiden of Diest te vestigen.
In 1648 voltooiden Norbertijnen de bouw van een bedevaartskapel in Kortenbos bij Sint-Truiden die later verheven werd tot Basiliek van Onze-Lieve-Vrouw van Kortenbos. Tussen 1664 en 1672 werd een nieuwe abdijkerk in barokstijl in Averbode gebouwd. In de abdijkerk staat het altaar gewijd aan Norbertus (Vlaamse Meesters in Situ).
De Fransen schaften in 1796 bijna alle kloosters en abdijen af; de abdij werd verkocht en het klooster ten dele afgebroken. Het monumentale pijporgel van Guillaume Robustelly uit 1772 werd gekocht door de Sint-Lambertuskerk te Helmond (Nederland), waar het nog steeds te bewonderen en te beluisteren valt. In weerwil van de nationalisering werd een groot deel van de bibliotheek meegenomen door pater Ignace Sleurs, die later pastoor werd in Opitter. Onder Nederlands bewind werden in 1822 achtduizend boeken en manuscripten uit Averbode afgestaan aan de recent opgerichte Universiteit van Luik onder de hoede van haar eerste bibliothecaris Warnkönig.

### Recente geschiedenis
In 1802 kocht medebroeder Ignatius Carleer de abdij terug en in 1803 werd de parochie Averbode opgericht, met de abdijkerk als parochiekerk en een medebroeder als pastoor. Vanaf 1826 verkocht Carleer verschillende materialen en kunstvoorwerpen uit de abdij. Na de onafhankelijkheid van België, met name in 1834, werd het kloosterleven in Averbode officieel hervat. Dat jaar stelde paus Gregorius XVI een apostolisch visitator aan voor de kloosterorden. Deze stelde als voorwaarde om de abdij opnieuw op te richten dat er zes kloosterlingen dienden te wonen, wat in Averbode het geval was. Onder de twaalf overlevenden werd Norbertus Dierckx als overste gekozen.
In 1858 werd het op dat moment grootste romantische kerkorgel van België in de abdij in gebruik genomen, gebouwd door Hippolyte Loret. Dit orgel is momenteel onbespeelbaar. Een kleiner tweede orgel, gemaakt door Bernard Pels (junior), verscheen in 1979. De orgelbouwer Verschueren bouwde in 2001-2002 een nieuw derde orgel voor de abdijkerk.
In 1868 volgde Leopold Nelo Dierckx op als superior. In 1872 werd hij tot eerste abt gewijd na de heroprichting. In 1877 werd het Broederschap van Onze-Lieve-Vrouw van het Heilig Hart opgericht en in 1881 schafte de broederschap een kleine drukpers aan. In 1885 werd de broederschap tot aartsbroederschap voor heel België verheven en in 1886 verscheen een tijdschrift, het begin van de drukkers- en uitgeversactiviteiten in Averbode. In 1887 begon het abbatiaat van Gummarus Crets, dat tot 1942 zou duren. Crets was van 1922 tot 1937 eveneens abt-generaal van de norbertijnenorde. In de abdijkerk werd in 1894 een nieuw altaar geplaatst, toegewijd aan Onze-Lieve-Vrouw van het Heilig Hart. In 1899 kwam in de kerk een gelijkaardig Heilig Hartaltaar.
In 1896 vertrokken op vraag van paus Leo XIII de eerste missionarissen vanuit Averbode naar Brazilië. In Pirapora in Brazilië richtten ze in 1897 een parochie en bedevaartplaats met een apostolische school in. Deze diende tussen 1905 en 1949 als kleinseminarie voor meerdere bisdommen. Ook in Jaguarão werd in 1901 een school gesticht, die in 1915 naar Jaú verhuisde. In 1909 namen de norbertijnen van Averbode een school in Petrópolis over. Vanwege het groeiend ledenaantal vertrokken veel priesters en lekenbroeders naar deze Braziliaanse missies. In 1908 traden de eerste Braziliaanse kandidaten in de abdij van Averbode in. In 1903 zond de abdij twee confraters naar Denemarken, waar ze de parochie Vejle aan de oostkust van Midden-Jutland stichtten. Ludolf Brems werd in 1922 zelf apostolisch vicaris voor Denemarken en titulair bisschop van Roskilde. Naast Velje werden nog enkele andere parochies door Averbode aangenomen.
In 1907 stichtten de norbertijnen van Averbode een coöperatieve zuivelonderneming en in 1911 een bank. Ze legden zich ook toe op drukkers- en uitgeversactiviteiten, een gevolg van de oprichting van de Broederschap van Onze-Lieve-Vrouw van het Heilig Hart in Averbode. Averbode's weekblad, een tijdschrift uitgegeven door de paters norbertijnen, verscheen voor het eerst in 1907. Het aantal leden van de gemeenschap nam in die periode sterk toe. In 1920 werd onder impuls van pater Basiel Vanmaele de Eucharistische Kruistocht opgericht. Vanaf 1920 gaf de abdij een kindertijdschrift uit, Zonneland. In 1930 volgden de Vlaamse Filmpjes, waarin de jeugd kon kennismaken met de literatuur, en in 1958 ontstond Zonnekind.
In 1921 nam Averbode het norbertijnenhuis in Bois-Seigneur-Isaac nabij Nijvel over als priorij. Gerlacus Franken werd de eerste prior en in 1925 werd de priorij tot abdij verheven. Na Frankens ontslag in 1942 kende de priorij enkel nog administratoren. Twee jaar later, in 1923, stichtte de abdij in Berchem een nieuwe parochie, Heilig Sacrament in Berchem-Groenenhoek. In 1931 werd het onafhankelijke huis van Berchem-Groenenhoek opgeheven en stichtten de norbertijnen van Averbode het Sint-Michielscollege in Brasschaat-Vriesdonk. Gonzaga Taeymans, voorheen prior van Berchem-Groenenhoek, werd de eerste rector van het college en overste van de gemeenschap. Deze gemeenschap diende de voormalige Sint-Michielsabdij tot leven te brengen. In 1936 huldigde abt Crets het Mariapark in, een klein park met onder meer een Lourdesgrot.
In de jaren 1930 werd een nieuwe abdijvleugel gebouwd, maar op 29 december 1942 brandde het centrale abdijcomplex, op de abdijkerk, de kapittelzaal en de sacristie na, af. Ondertussen was sinds 1942 Emmanuel Gisquière abt van Averbode, nadat hij in 1940 tot abt-coadjutor werd aangesteld. Onder zijn leiding vond de wederopbouw plaats en in afwachting van de voltooiing van de werkzaamheden bleven enkele medebroeders tot de zomer van 1943 in een leegstaand klooster in Gijzegem. Op 13 februari 1945 werd ook het Sint-Michielscollege in Brasschaat door een V1-bom vernield, waarbij vier norbertijnen het leven lieten. In 1949 werd ook de bouw van een nieuwe boerderij in Averbode voltooid en van 1949 tot 1954 bouwden de norbertijnen in Averbode een retraitehuis. In 1942 telde de gemeenschap 230 leden, viermaal meer dan in 1887, aan het begin van het abbatiaat van Gummarus Crets.
De abdij van Tancrémont in Luik werd in 1957 een priorij afhankelijk van Averbode. In datzelfde jaar werd de abdij van Bois-Seigneur-Isaac eveneens afhankelijk van Averbode en was ze niet langer een zelfstandig huis. In 1959 werd in Schoten een tweede Sint-Michielscollege opgericht.
In 1967 werd Koenraad Stappers tot abt verkozen. Zijn abbatiaat stond grotendeels in het teken van de vernieuwingen van het Tweede Vaticaans Concilie. Van 1969 tot 1976 werd de abdijkerk gerestaureerd. In 1970 stichtten de abdijen van Averbode en Postel een eigen onderwijsinstelling voor een gezamenlijke priesteropleiding. Een jaar later stapte ook de abdij van Grimbergen in de studieconcentratie, die de naam Agripo kreeg (Agripo is het letterwoord voor Averbode, GRImbergen en POstel). Agripo voorzag in een tweejarige filosofie- en een vierjarige theologieopleiding voor de priesterkandidaten van de drie norbertijnenabdijen. Aan het project trad later ook de abdij van Tongerlo toe.
Het Sint-Michielscollege te Brasschaat en dit te Schoten werden respectievelijk in 1984 en 1989 aan het Katholiek Vlaams Onderwijs overgedragen. In 1987 werd Ulrik Edward Geniets tot abt van Averbode verkozen.
In 1992 kreeg voor het eerst een leek de functie van directeur van de uitgeverij. Voor deze uitgeverij werd ook een nieuwbouw ontworpen door bOb Van Reeth. De abdijbibliotheek werd in 1994 met een ondergronds boekenmagazijn uitgebreid. De drukkerij werd in 1996 verkocht aan een privéonderneming, die intussen failliet ging. In 1999 opende een ecologisch waterzuiveringsstation tegenover de abdijhoeve. In 2000 startte de binnenrestauratie van de abdijkerk. De altaren, waaronder die van Onze-Lieve-Vrouw van het Heilig Hart en van het Heilig Hart werden onder meer gerestaureerd. De restauratie van de kerk was voltooid in 2002.
In 2006 werd Jos Wouters abt na het overlijden van abt Geniets. In 2007 liet de abdij de parochie Berchem-Groenenhoek aan het bisdom Antwerpen over en in 2010 werd de priorij van Bois-Seigneur-Isaac aan de Libanese Maronietenorde overgedragen. In 2014 startte de abdij met het produceren van bier, brood en kaas. Op de locatie van de drukkerij werd in mei 2016 het belevingscentrum 'Het Moment' geopend. Dit omvat een winkel, een kaasrijperij, en bakkerij, een café en een kleine brouwerij. In 2018 werd Marc Fierens de nieuwe abt van Averbode. Kort daarna werd voormalig abt Jos Wouters generaal-abt van de norbertijnenorde.

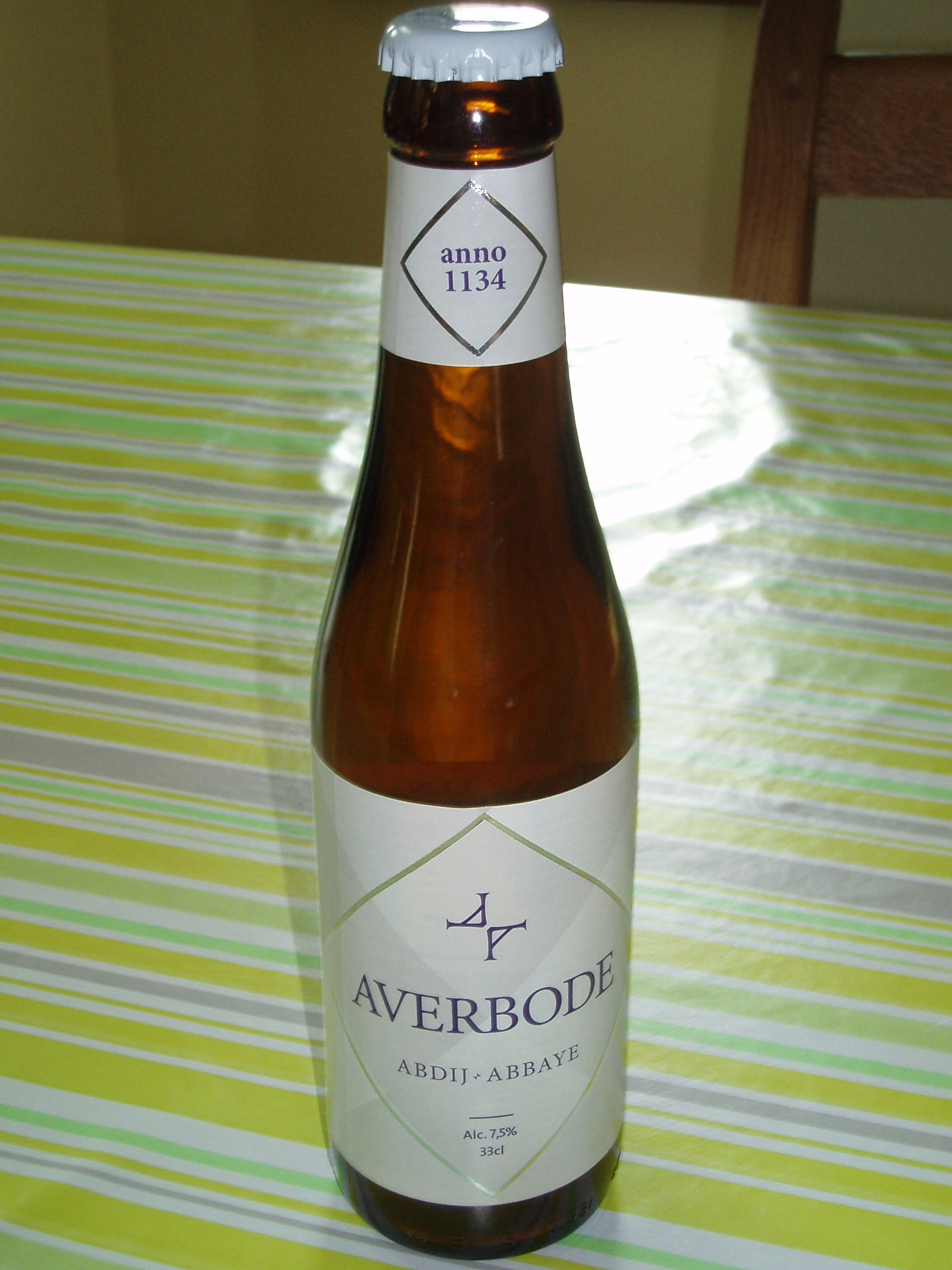
Averbode (bier)
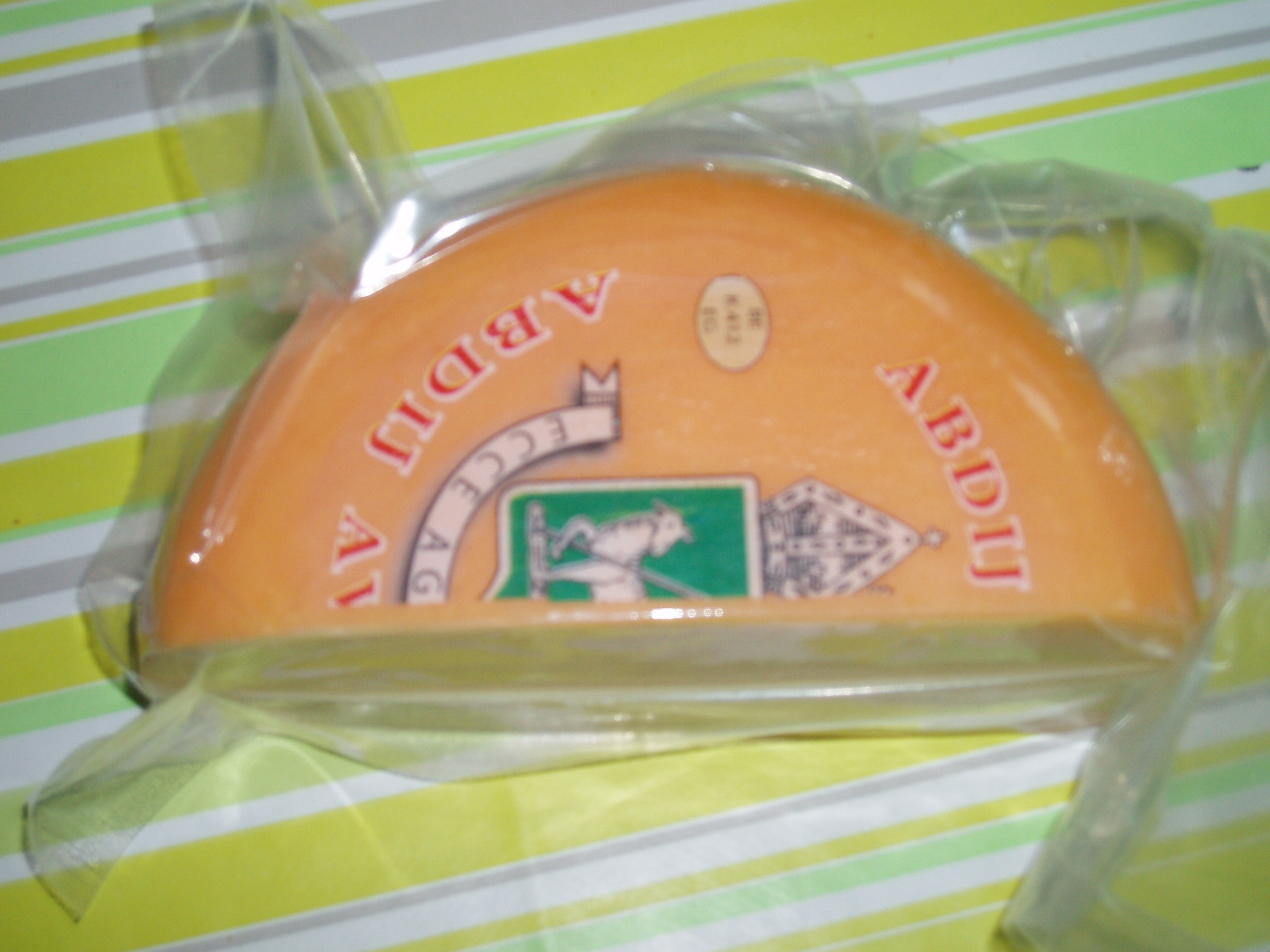
Abdij van Averbode (kaas)

## Het passieretabel
Dit retabel vertelt het lijdensverhaal van Jezus van Nazareth. Het linkerluik toont zijn kruisiging, het houten gedeelte de bewening en het rechterluik zijn verrijzenis. Het is niet zeker door wie de luiken zijn geschilderd en ze kunnen zelfs van verschillende kunstenaars zijn. Het retabel maakt deel uit van de collectie van het Vleeshuis te Antwerpen en was anno 2010 tijdelijk tentoongesteld in het Koninklijk Museum voor Schone Kunsten in de Scheldestad. Tegenwoordig maakt het deel uit van de tentoonstelling van het MAS (Museum aan de Stroom) in Antwerpen.
De abdij bestelde het werk en op 4 december 1514 werd zevenendertig rijnsgulden betaald aan Jacob van Cothem, een beeldsnijder, die in de Antwerpse Kammenstraat woonde. De merken en handjes op de luiken verwijzen naar Antwerpen. De stad kocht het retabel in 1874 van de abdij.
De schenker, norbertijn Nicolaas Huybs, wordt voorgesteld op de predella (beschilderd voetstuk). Hij verwierf de fondsen door bijen te telen (zie bijenkorf op het voetstuk). Geknield richt hij zich tot drie vrouwen, die staan voor Geloof, Hoop en Liefde. Het wapenschild aan de rechterkant is van abt Gerard vander Scaeft.

## Activiteiten
De gemeenschap telt circa 70 leden, van wie de meesten in de abdij wonen. Huidig abt is Marc Fierens. Hij volgde Jos Wouters op die van 2006 tot 2018 de abdijgemeenschap mocht leiden, na het overlijden van abt Ulrik Edward Geniets in 2005.
In de abdij was een drukkerij die de deuren sloot in 2004. De uitgeverij, bekend om haar kindertijdschriften en schoolboeken, is nog altijd actief. Men treft er ook een gastenkwartier, een bibliotheek en een bezinningscentrum aan.
De abdij heeft een lange traditie inzake bierbrouwen, zuivelproductie en broodbakken. In 2013 werd een overeenkomst gesloten met Belgomilk en Milcobel om kaas te maken, met La Lorraine Bakery Group om brood te bakken, en met brouwerij Huyghe om het abdijbier Averbode opnieuw leven in te blazen.
Sinds mei 2016 is binnen de abdijmuren het belevingscentrum 'Het Moment' geopend, waar educatieve en informatieve panelen een inkijk geven in het leven van de abdijgemeenschap. Hier vinden ook onthaal- en economische activiteiten een plek. Behalve de abdijwinkel en een brasserie is er ook een microbrouwerij, een bakkerij en een kaasrijperij.

### Boerderij
In 2016 was het melkveebedrijf herbouwd nadat in 2015 een vergunning was toegekend die een verviervoudiging van het aantal koeien toeliet tot 145 stuks.
In 2022 raakte bekend dat de boerderij vanwege het stikstofdecreet op de lijst van rode bedrijven stond, met een impactscore boven de 50%. Dit kwam doordat de koeienstal vlak naast het nabijgelegen Habitat-natuurgebied lag. Om de impactscore onder de 50% te krijgen, zou het melkveebedrijf van de abdij tegen 2025 moeten inkrimpen en/of met zware investeringen de impact doen dalen.
Eind 2024 stopte daardoor het 130 melkkoeien tellende melkveebedrijf. De gronden werden tot akkers omgevormd. Het aantal koeien verminderen was niet rendabel.

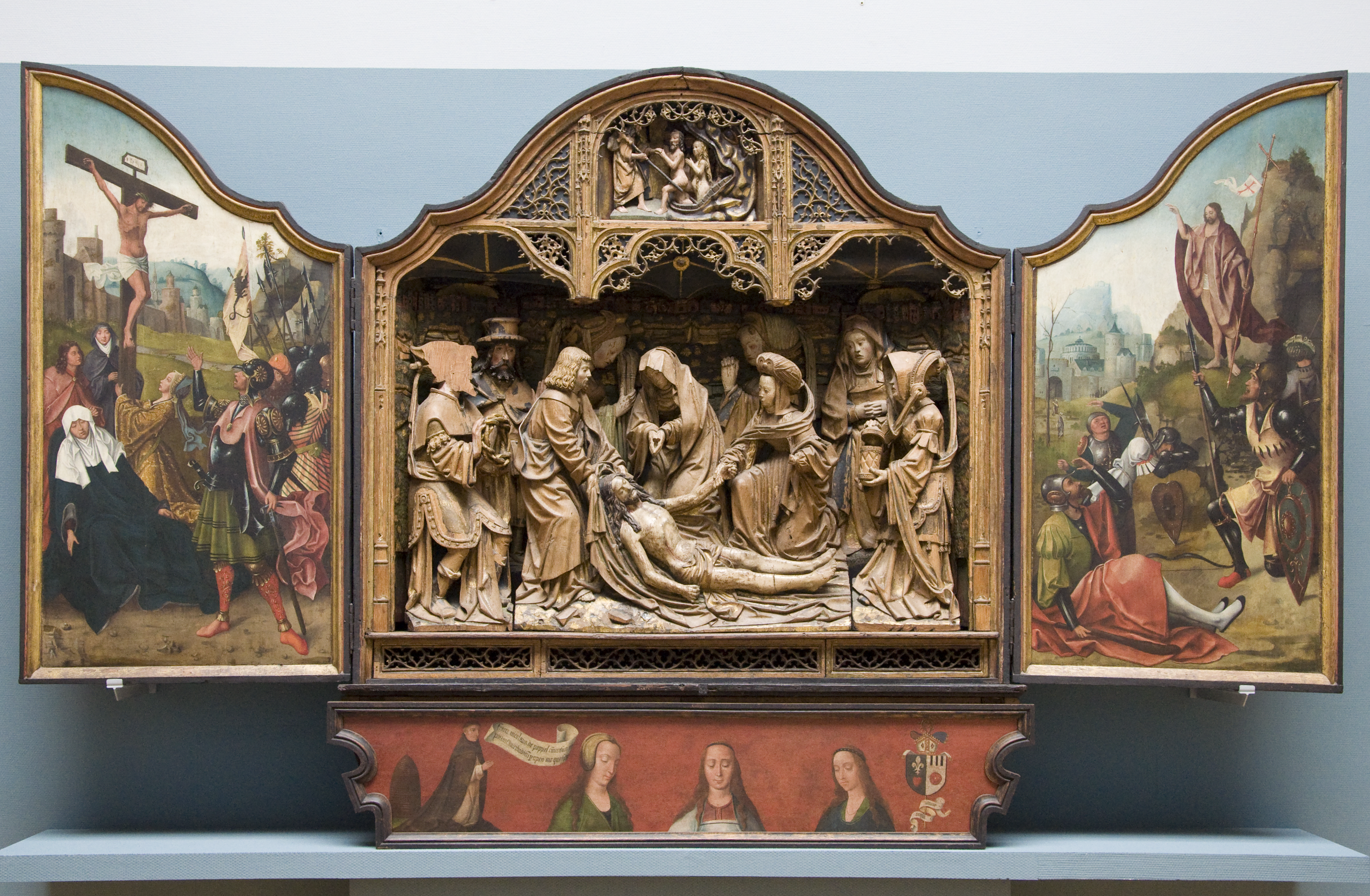
Het passieretabel van Averbode
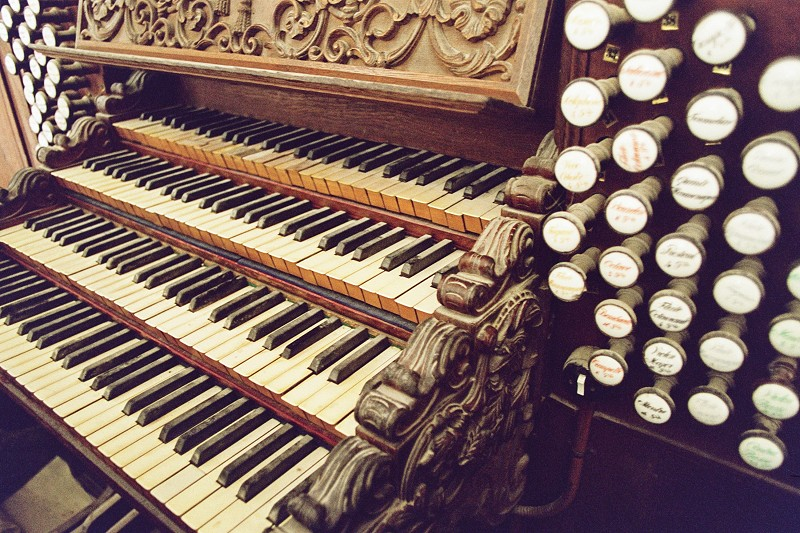
De vier-klaviersspeeltafel van het Loret-orgel
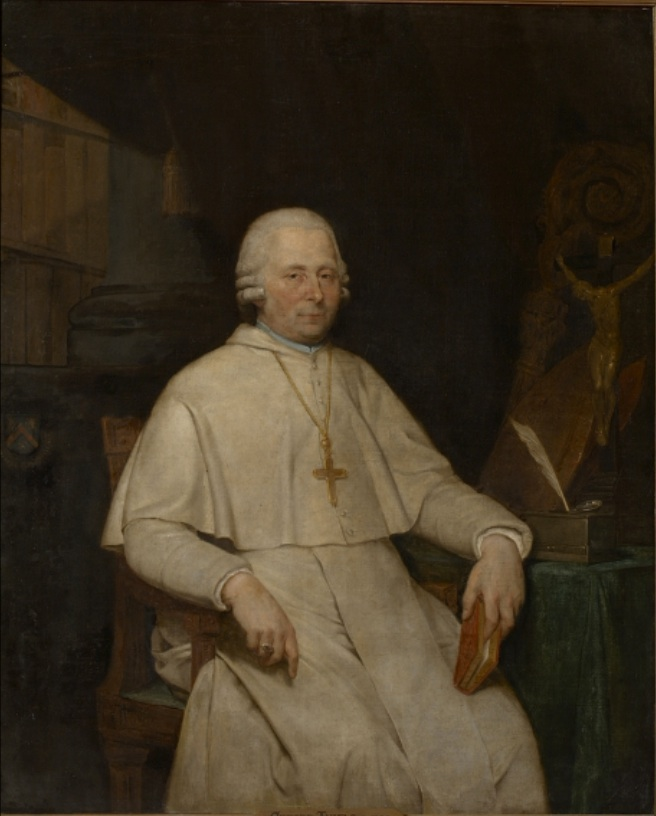
Portret van abt Gregorius Thiels door Andreas Bernardus de Quertenmont (1791-1810)
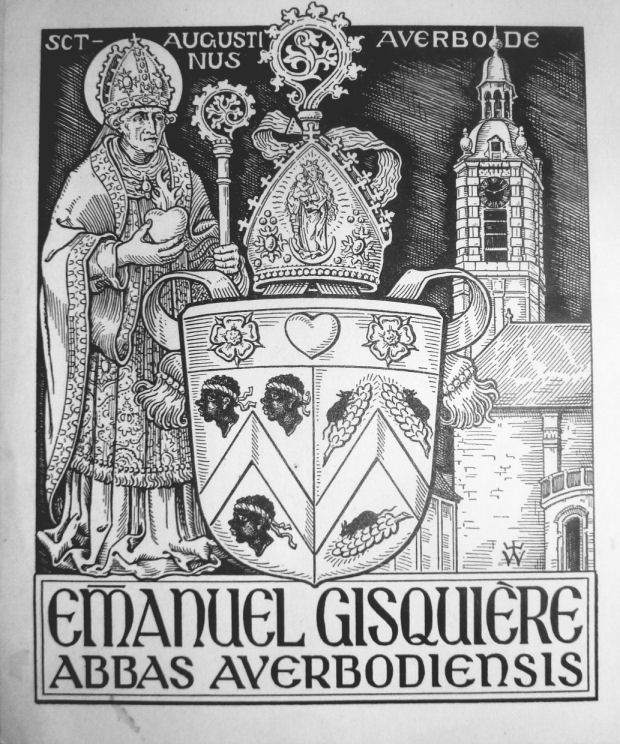
Exlibris van Abt Ghesquiere, verz. Internationaal Exlibriscentrum, Sint-Niklaas

## Bekende norbertijnen uit de abdij van Averbode
- Jan van Rotselaar, 13e eeuw
- Basiel Vanmaele, oprichter van de Eucharistische Kruistocht
- Daniël Omer De Kesel (1912 - 1996), "nonkel Fons" van uitgeverij Averbode
- Frans Daneels (1941)
- Luc Vankrunkelsven (1956 - 2023), landbouwpublicist en oprichter van Wervel vzw
- Jos Wouters (1959), abt en sinds 2018 abt-generaal van de Norbertijnenorde